# アジア・フィナンシャル・グループ
アジア・フィナンシャル・グループは日本発、かつ台湾発、のアジア進出支援の投資会社。
日本とアジアの架け橋となり、特に台湾への日本企業の進出をサポートする投資会社。

## 会社概要
- 会社名/アジア・フィナンシャル・グループ株式会社
- 設立/平成18年11月
- 資本金/20,000,000 円
- 会長/謝育道
- 取締役/斉藤　剛士 (共同パートナー)
- 本社所在地/東京都港区三田一丁目2番18号　台湾貿易開発ビル

## 代表者
謝育道
1967年　台湾生まれ
1991年　早稲田大学留学
1997年　工学修士号取得
1997年　日系商社勤務
1998年　国連大学高等研究所勤務
2006年　アジア・フィナンシャル・グループ株式会社設立

## 事業内容
- 投資業務
- 台湾進出支援業務
- Ｍ＆Ａアドバイザリー業務
- 国内外の証券・金融市場にて資金調達を希望する国内外の企業に対する支援業務
- 国内外の企業に対する市場進出支援業務
- 国内外の証券・金融市場等に関する調査研究業務

## 設立経緯
2009年、英国の新興市場AIMへの日本企業のIPO支援をした斉藤剛士と出会い、今後のアジア時代の興隆を見据えて立ち上げ。ヘルスケア関連企業など数十社以上の事業支援を展開している。

## 参考
会社概要、事業内容、分科会　

代表者

設立経緯